# تجنک (بابل)
تجنک، روستایی است از توابع بخش لاله‌آباد شهرستان بابل در استان مازندران ایران.

## روستا در یک نگاه
این روستا در هشت کیلومتری اتوبان جدید بابل به آمل قرار دارد و جمعیت آن ۱۴۰۳ نفر (۳۰۹خانوار) است. طول این روستا به بیش از سه کیلومتر می‌رسد و مجموع زمین‌های کشاورزی که در ان برنج کشت می‌شود بیش از سیصد هکتار است همچنین مجموع باغات ان به شانزده هکتار می‌رسد شغل اغلب اهالی کشاورزی و مشاغل مربوط به آن است امروزه بیشتر اهالی روستا باسواد بوده و تعداد کثیری نیز دارای تحصیلات عالی تا مقطع دکترای نیز می‌باشند. این روستا تعداد هشت شهید به انقلاب اسلامی ایران تقدیم نمود. اکثر مردم روستا سادات علوی بوده ودارای اسم فامیلی (کیانژاد) می‌باشند که کلمه (کیا) از نام امامزاده محله (سید علی کیا) گرفته شده و تمام سادات روستا از نسل ایشان می‌باشند این روستا به سه قسمت بالا محله - میان محله-پایین محله تقسیم شده‌است که هر کدام دارای مسجد مستقل زمین‌های جدا و تشکیلات عزاداری مخصوص به خود در ماه محرم می‌باشند اما با این وجود دارای ارتباط تنگاتنگ و مثال زدنی می‌باشند این روستا در سال ۱۳۹۰ به شهر جدید زرگرشهر پیوست و اکنون دارای خدمات شهرداری می‌باشد این روستا به علت دارا بودن مدارس دخترانه تا مقطع متوسطه از مراکز آموزشی بخش محسوب می‌شود.
تاریخچه روستا به گفته بزرگان و ریش سفیدان این است روستای تجنک در گذشته دور شامل سه روستا به نام‌های زوماکلا، کیامحله و خلیل‌کلا می‌شد که این سه روستا گرد آوری شده بود و به تجنک بزرگ (به محلی گت تیجنک) مشهور گردید چون در آن زمان بزرگراه جدید بابل _ آمل وجود نداشته روستاها به هم متصل بوده‌اند اما چون بزرگراه جدید بابل _ آمل از وسط این روستا عبور کرده این روستاها از هم جدا شدند که هرکدام روستای مستقل شده‌اند. برخی علت نام گذاری روستا را وجود گیاهی به نام تجن می‌دانند که شبیه سرخس می‌باشد و عده ای نیز معتقدند که عبور رود کوچکی به نام تجن در گذشته دور علت نام گذاری بوده‌است.
امام زاده:
(سید علی کیا) از نوادگان امام موسی ابن جعفر یا به روایتی از نوادگان امام حسن مجتبی است.
آرامگاه این امام زاده محلی آرام وبا معماری سنتی است.
درختی در حیاط بارگاه این امام زاده وجود دارد که نزدیک به ۱۰۰ سال عمر دارد.